# Круговой пёс
«Круговой пёс» (швед. rondellhund) — название уличных скульптур, появившихся в Швеции осенью 2006 года. Самодельные скульптуры из дерева, пластика или металла принадлежат анонимным авторам и с 2006 года устанавливаются на круговых перекрёстках в разных местах Швеции, а позже и за пределами страны. После упоминания на испанском телевидении, скульптуры начали устанавливаться и в Испании. Шведская газета «Экспрессен» установила такую скульптуру на площади Пикадилли в Лондоне.

## История

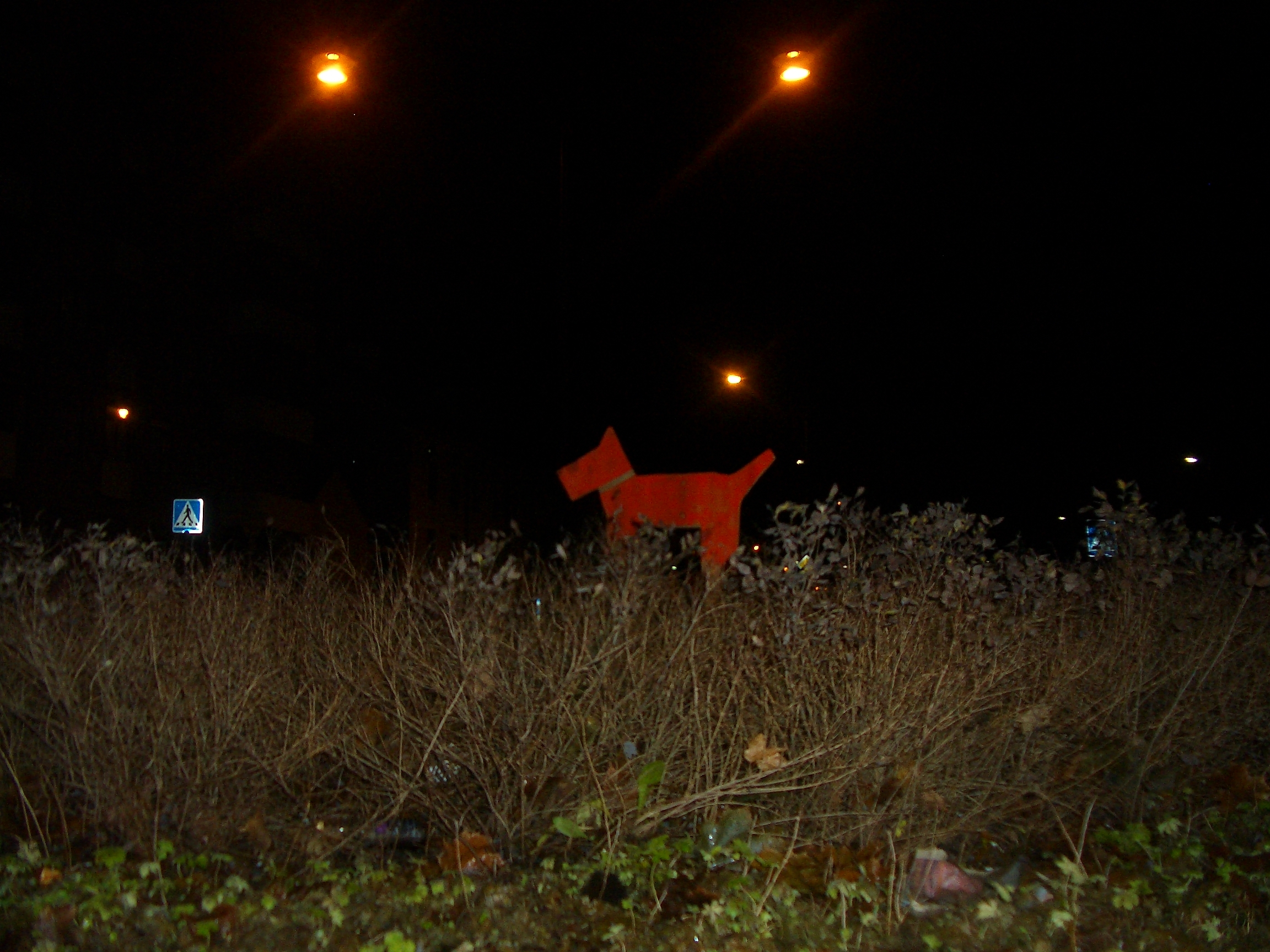
«Круговой пёс» в Уппсале

«Круговые псы» впервые были замечены в Линчёпинге в шведской провинции Эстергётланд. Поэтому изначально они назвались «Эстергётландскими круговыми псами» (швед. de östgötska rondellhundarna), как каламбур породы собак шведский вальхунд (швед. Västgötaspets). Вероятной причиной послужила порча бетонной скульптуры собаки «Круговорот II» (швед. Cirkulation II) Стины Опиц (Stina Opitz). После акта вандализма скульптура была убрана с кругового перекрёстка, а скульптор планировала установить новую версию. Тогда неизвестными на перекрёстке была установлена деревянная скульптура собаки. Позже анонимно к ней была добавлена бетонная кость. После освещения этих событий в прессе скульптуры «Круговых псов» начали появляться по всей Швеции.
Петер Нюберг, автор первого «Кругового пса», в интервью газете «Экспрессен» сообщил, что его скульптуры были предназначены для высмеивания скульпторов, работающих на государственные власти, и получающих большие гонорары за произведения, которые «мы можем сделать сами». В небольших городках без круговых перекрёстков скульптуры собак были установлены на обычных перекрёстках на островках безопасности.
Шведский художник Ларс Вилкс изобразил пророка Мухаммеда в образе «Кругового пса». Карикатура была напечатана в местной газете в 2007 году, что повлекло за собой протесты со стороны мусульманских организаций в Швеции и за границей. Теракт в Стокгольме в 2010 году, возможно, связан именно с этими карикатурами.

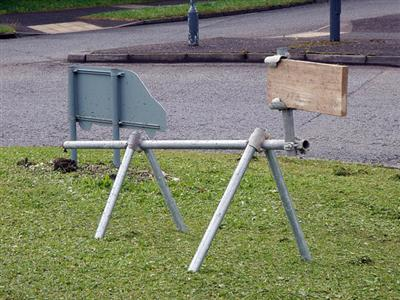
«Круговой пёс» на перекрёстке в Хемел-Хемпстеде на юго-востоке Англии

В апреле 2007 года художник Бьорн Андерссон начал создавать «Круговых псов» в своей мастерской в южной части Стокгольма. Его работы были размещены на перекрёстках в США, Австралии и Великобритании. В 2009 году похожие «Круговые псы» появились на некоторых перекрёстках Хемел-Хемпстеда в Хартфордшире на юго-востоке Англии.